# Nậm Phát
Nậm Phát là một con sông đổ ra Nậm Chi. Sông có chiều dài 21 km và diện tích lưu vực là 37 km². Nậm Phát chảy qua các tỉnh Sơn La, Lai Châu.